# Gaëtan Perrin
Gaëtan Perrin (Lione, 7 giugno 1996) è un calciatore francese, attaccante del Krasnodar.

## Carriera
Cresciuto calcisticamente nelle giovanili dell'Olympique Lione, ha esordito in prima squadra il 14 febbraio 2016, disputando l'incontro di Ligue 1 vinto 4-1 contro il Caen; il 19 marzo successivo segna la sua prima rete, nella vittoria per 2-0 contro il Nantes. In seguito, gioca nella seconda divisione francese con l'Orléans e l'Auxerre.

## Statistiche

### Presenze e reti nei club
Statistiche aggiornate al 30 giugno 2025.
| Stagione                 | Squadra                  | Campionato               | Campionato | Campionato | Coppe nazionali | Coppe nazionali | Coppe nazionali | Coppe continentali | Coppe continentali | Coppe continentali | Altre coppe | Altre coppe | Altre coppe | Totale | Totale |
| Stagione                 | Squadra                  | Comp                     | Pres       | Reti       | Comp            | Pres            | Reti            | Comp               | Pres               | Reti               | Comp        | Pres        | Reti        | Pres   | Reti   |
| ------------------------ | ------------------------ | ------------------------ | ---------- | ---------- | --------------- | --------------- | --------------- | ------------------ | ------------------ | ------------------ | ----------- | ----------- | ----------- | ------ | ------ |
| feb.-mag. 2014           | Olympique Lione 2        | CFA                      | 8          | 0          |                 | -               | -               |                    | -                  | -                  |             | -           | -           | 8      | 0      |
| 2014-2015                | Olympique Lione 2        | CFA                      | 11         | 2          |                 | -               | -               |                    | -                  | -                  |             | -           | -           | 11     | 2      |
| 2015-2016                | Olympique Lione 2        | CFA                      | 17         | 0          |                 | -               | -               |                    | -                  | -                  |             | -           | -           | 17     | 0      |
| 2016-2017                | Olympique Lione 2        | CFA                      | 18         | 2          |                 | -               | -               |                    | -                  | -                  |             | -           | -           | 18     | 2      |
| Totale Olympique Lione 2 | Totale Olympique Lione 2 | Totale Olympique Lione 2 | 54         | 4          |                 | -               | -               |                    | -                  | -                  |             | -           | -           | 54     | 4      |
| feb.-mar. 2016           | Olympique Lione          | L1                       | 3          | 0          |                 | -               | -               |                    | -                  | -                  |             | -           | -           | 3      | 0      |
| 2016-2017                | Olympique Lione          | L1                       | 0          | 0          | CF+CdL          | 0               | 0               | UCL                | 0                  | 0                  | SF          | 0           | 0           | 0      | 0      |
| Totale Olympique Lione   | Totale Olympique Lione   | Totale Olympique Lione   | 3          | 0          |                 | 0               | 0               |                    | 0                  | 0                  |             | 0           | 0           | 3      | 0      |
| set.-nov. 2018           | Orléans 2                | N3                       | 4          | 2          |                 | -               | -               |                    | -                  | -                  |             | -           | -           | 4      | 2      |
| 2017-2018                | Orléans                  | L2                       | 28         | 3          | CF+CdL          | 1+2             | 0+1             |                    | -                  | -                  |             | -           | -           | 31     | 4      |
| 2018-2019                | Orléans                  | L2                       | 25         | 2          | CF+CdL          | 6+2             | 4+0             |                    | -                  | -                  |             | -           | -           | 33     | 6      |
| 2019-2020                | Orléans                  | L2                       | 25         | 3          | CF+CdL          | 2+2             | 0+1             |                    | -                  | -                  |             | -           | -           | 29     | 4      |
| 2020-2021                | Orléans                  | N                        | 32         | 13         | CF              | 3               | 1               |                    | -                  | -                  |             | -           | -           | 35     | 14     |
| Totale Orléans           | Totale Orléans           | Totale Orléans           | 110        | 21         |                 | 18              | 7               |                    | -                  | -                  |             | -           | -           | 128    | 28     |
| 2021-2022                | Auxerre                  | L2                       | 39         | 6          | CF              | 1               | 0               |                    | -                  | -                  |             | -           | -           | 40     | 6      |
| 2022-2023                | Auxerre                  | L1                       | 37         | 3          | CF              | 2               | 2               |                    | -                  | -                  |             | -           | -           | 39     | 5      |
| 2023-2024                | Auxerre                  | L2                       | 38         | 7          | CF              | 3               | 0               |                    | -                  | -                  |             | -           | -           | 41     | 7      |
| 2024-2025                | Auxerre                  | L1                       | 34         | 10         | CF              | 1               | 0               |                    | -                  | -                  |             | -           | -           | 35     | 10     |
| Totale Auxerre           | Totale Auxerre           | Totale Auxerre           | 148        | 26         |                 | 7               | 2               |                    | -                  | -                  |             | -           | -           | 155    | 28     |
| Totale carriera          | Totale carriera          | Totale carriera          | 319        | 53         |                 | 25              | 9               |                    | 0                  | 0                  |             | 0           | 0           | 344    | 62     |

## Palmarès

### Club

#### Competizioni nazionali
- Campionato francese di seconda divisione: 1

Auxerre: 2023-2024